# Parasitisch getal
Een {\displaystyle {\boldsymbol {n}}}-parasitisch getal (geschreven in het tientallig stelsel) is een positief geheel getal dat met het getal {\displaystyle n\ (=2,3,...,9)} vermenigvuldigd wordt door het meest rechtse cijfer (dat de eenheden aangeeft) geheel naar links  te verplaatsen (dus als eerste cijfer van het nieuwe getal te kiezen).
Voorbeelden
- {\displaystyle 4\times 102564=410256}; daarmee is {\displaystyle 102564} een 4-parasitisch getal.
- {\displaystyle 4\times 128205=512820}; dan is {\displaystyle 128205} ook een 4-parasitisch getal.
- {\displaystyle 5\times 142857=714285}; het getal {\displaystyle 142857} is dus 5-parasitisch.

Anders gezegd. Een parasitisch getal ondergaat een cyclische permutatie van de cijfers met één plaats naar rechts:
{\displaystyle {\overrightarrow {102564}}\simeq 410256}
Een bijkomende afspraak is dat een getal dat een voorloopnul heeft, zoals {\displaystyle 025641}, geen parasitisch getal is, hoewel toch:
{\displaystyle 4\times 025641=102564}

## Afleiding
Een parasitisch getal kan vaak worden berekend uitgaande van een cijfer {\displaystyle k}, met {\displaystyle k\geq n}, door herhaald met {\displaystyle n} te vermenigvuldigen, waarbij dan telkens het eerste cijfer van de uitkomst wordt weggelaten en het cijfer {\displaystyle k} op de plaats van de eenheden wordt gezet.
Voorbeeld met {\displaystyle n=4,k=7}
{\displaystyle {\begin{aligned}4\times 7=28\\4\times 87=348\\4\times 487=1948\\4\times 9487=37948\\4\times 79487=317948\\4\times 179487=717948\end{aligned}}}
Hieruit blijkt dat {\displaystyle 179487} een 4-parasitisch getal is.
Voorbeeld met {\displaystyle n=4,k=4}
{\displaystyle {\begin{aligned}4\times 4=16\\4\times 64=256\\4\times 564=2256\\4\times 2564=10256\end{aligned}}}
Hier ontstaat als 'nieuw' getal {\displaystyle 02564}. Het is nu handig de voorloopnul te handhaven.
{\displaystyle {\begin{aligned}4\times 02564=010256\\4\times 102564=410256\end{aligned}}}
En dit resulteert dan in het 4-parasitisch getal {\displaystyle 102564}.
Soms leidt het proces tot een getal dat gelijk is aan het voorgaande getal. Bijvoorbeeld met {\displaystyle n=2,k=6} is:
{\displaystyle {\begin{aligned}&2\times 6=12\\&2\times 26=52\\&2\times 26=52\end{aligned}}}
In dit geval kan het proces worden voortgezet met het getal {\displaystyle 52}; dus zonder het eerste cijfer te wissen.
{\displaystyle {\begin{aligned}&2\times 526=1052\\&2\times 0526=01052\\&2\times 010526=21052\\&2\times 210526=421052\\&2\times 4210526=8421052\\&...\\&2\times 315789473684210526=631578947368421052\end{aligned}}}
Overigens, {\displaystyle 315789473684210526} is niet het kleinste 2-parasitisch getal; zie de tabel hierna.
Opmerking. Met {\displaystyle n=1} kunnen ook repdigits, zoals {\displaystyle 11,22,111,222,} worden opgevat als 1-parasitische getallen.

## Tabel voorn= 1, 2, ..., 9
Getallen met meer dan 30 cijfers zijn afgebroken en na het teken \\ op de volgende regel voortgezet.
| n | kleinste n-parasitisch getal                                                     | aantal cijfers |
| - | -------------------------------------------------------------------------------- | -------------- |
| 1 | 1                                                                                | 1              |
| 2 | 105.263.157.894.736.842                                                          | 18             |
| 3 | 1.034.482.758.620.689.655.172.413.793                                            | 28             |
| 4 | 102.564                                                                          | 6              |
| 5 | 142.857                                                                          | 6              |
| 6 | 1.016.949.152.542.372.881.355.932.203.389.\\ 830.508.474.576.271.186.440.677.966 | 58             |
| 7 | 1.014.492.753.623.188.405.797                                                    | 22             |
| 8 | 1.012.658.227.848                                                                | 13             |
| 9 | 10.112.359.550.561.797.752.808.988.764.044.\\ 943.820.224.719                    | 44             |

Bovenstaande kleinste tientallig geschreven {\displaystyle n}-parasitische getallen worden ook Dyson-getallen genoemd, naar de Brits-Amerikaanse wiskundige Freeman Dyson (1923-2020), naar aanleiding van een puzzel die hij in april 2009 inzond naar de New York Times.
Clifford Pickover noemt in zijn boek Wonders of numbers parasitische getallen waarvan het laatste cijfer ongelijk is aan het getal waarmee vermenigvuldigd wordt, pseudoparasite numbers.
In de tabel hierboven is dan 142857 pseudo 5-parasitisch.

## Algemeen
In het bovenstaande blijkt dat {\displaystyle 179487} een 4-parasitisch getal is. Natuurlijk zijn dan ook:
{\displaystyle 179487179487,179487179487179487,\dots }
4-parasitisch.
Is verder {\displaystyle x=0{,}179487179487\ldots =0{,}{\overline {179487}}}, dan is:
{\displaystyle 4x=0{,}{\overline {717948}}={\tfrac {1}{10}}(7+0{,}{\overline {179487}})={\tfrac {1}{10}}(7+x)}
zodat: {\displaystyle x={\tfrac {7}{39}}}.
Merk op dat de lengte {\displaystyle m} van de periode van {\displaystyle x} gelijk is aan {\displaystyle 6} en dat nu {\displaystyle {\tfrac {7}{39}}\times (10^{6}-1)=179487}.
In het algemeen kan op deze manier een {\displaystyle n}-parasitisch getal worden berekend bij gegeven {\displaystyle n,k} en daaruit berekende waarde van {\displaystyle m}.
Het getal {\displaystyle p} waarvoor:
{\displaystyle p=k\cdot {\frac {10^{m}-1}{10n-1}}}
is dan {\displaystyle n}-parasitisch.
Voorbeeld met {\displaystyle n=2,k=2} (met {\displaystyle m=18}):
{\displaystyle p=2\cdot {\frac {10^{18}-1}{10\cdot 2-1}}=105263157894736842}